# Stadion Narodowy w Lagos
Stadion Narodowy – wielofunkcyjny stadion w Lagos, w Nigerii. Został otwarty w 1972 roku. Jego pojemność początkowo wynosiła 45 000 widzów, później została jeszcze zwiększona do 55 000. Obiekt był głównym stadionem Igrzysk Afrykańskich w 1973 roku, ponadto był także jedną z aren piłkarskiego Pucharu Narodów Afryki w latach 1980 i 2000 oraz Młodzieżowych Mistrzostw Świata w 1999 roku. Obecnie jednak na stadionie nie odbywają się żadne imprezy sportowe, a obiekt niszczeje.